# Bastia Umbra
Bastia Umbra – miejscowość i gmina we Włoszech, w regionie Umbria, w prowincji Perugia.
Według danych na rok 2004 gminę zamieszkiwało 18 179 osób, 673,3 os./km². Miastem partnerskim jest Ożarów Mazowiecki.